# Riccardo Vito Abbrescia
Riccardo Vito Abbrescia (Roma, 28 maggio 1995) è un lottatore italiano, specializzato nella lotta greco-romana.

## Biografia
È figlio del lottatore Niccola Abbrescia, che è stato suo allenatore sino al 2012. In seguito, è stato allenato da Mauro Massaro per due anni e poi, dal 2014, da Marco Papacci dal 2014.
Ha iniziato la sua carriera nello Sporting Club Villanova. È poi entrato nel Gruppo Sportivo Fiamme Oro.
A livello giovanile ha vinto la medaglia di bronzo agli europei cadetti del 2011 nella categoria 58 chilogrammi ed agli europei under 23 del 2017 nella categoria 71 chilogrammi.
Ha rappresentato l'Italia ai mondiali di Nur-Sultan 2019, dove è stato eliminato ai sedicesimi di finale dal bielorusso Pavel Liakh.

## Palmarès
- Europei

2017: bronzo nella lotta greco-romana 71 kg.
- Europei cadetti

2011: bronzo nella lotta greco-romana 58 kg.